# Teresa Andrzejewska
Teresa Andrzejewska z domu Krzywiec (ur. 23 stycznia 1928 w Wołkowysku, zm. 11 września 2012) – polska działaczka partyjna i państwowa, ekonomistka, podsekretarz stanu w Ministerstwie Handlu Wewnętrznego i Usług (1975–1978), przewodnicząca Głównego Komitetu Turystyki (1978–1981).

## Życiorys
Córka Bronisława i Janiny. Okres okupacji spędziła w Białohrudzie, w 1946 po repatriacji trafiła do Poznania. W latach 1946–1950 uczyła się w w gimnazjum i liceum dla dorosłych, działała w Związku Młodzieży Polskiej. W 1958 uzyskała tytuł magistra ekonomii w Szkole Głównej Planowania i Statystyki. Od 1950 pracowała w Stowarzyszeniu „Ognisko” w Poznaniu, następnie w Spółdzielni Emerytów Kolejowych „Samopomoc”, gdzie doszła do stanowiska kierownik działu zaopatrzenia. W 1959 została dyrektor PP. „Dom Dziecka” w Poznaniu, następnie od 1966 do 1968 wicedyrektor ds. ekonomicznych Przedsiębiorstwa Robót Instalacyjno-Montażowych Budownictwa Rolniczego w Poznaniu. W latach 1968–1972 kierowała Wydziału Handlu Wojewódzkiej Rady Narodowej w Poznaniu.
W 1954 wstąpiła do Polskiej Zjednoczonej Partii Robotniczej, od 1980 do 1981 członek Centralnej Komisji Kontroli Partyjnej KC PZPR. Przez dwie kadencje zasiadała w Dzielnicowej Radzie Narodowej Poznań-Jeżyce, pełniła funkcję przewodniczącej jej Prezydium. Od maja 1972 do lipca 1978 pozostawała podsekretarzem stanu w Ministerstwie Handlu Wewnętrznego i Usług, następnie do kwietnia 1981 była przewodniczącą Głównego Komitetu Turystyki. Od 13 do 31 grudnia 1981 była internowana w ośrodku odosobnienia w Głębokiem (jako jedyna kobieta w tym miejscu) oraz ośrodku wypoczynkowym Urzędu Rady Ministrów „Promnik” koło Rudy Tarnowskiej.
Została pochowana na Cmentarzu Junikowo w Poznaniu.